# Нартова, Нина Кузьминична
Нина Кузьминична Нартова (24 января 1912, Завальное, Тамбовская губерния — 15 мая 1991, Усманский район, Липецкая область) — передовик советского сельского хозяйства, свинарка совхоза «Коммунар» Усманского района Липецкой области, Герой Социалистического Труда (1966).

## Биография
Родилась в 1912 году в селе Завальное, ныне Усманского района Липецкой области в бедной крестьянской семье.
Рано начала свою трудовую деятельность. Стала работать по найму у зажиточных крестьян, с образование колхоза стала трудиться в хозяйстве. С 1936 года работала в совхозе «Коммунар». В 1956 году перешла работать на свиноводческую ферму свинаркой. Добивалась высоких показателей, постоянно была передовым работником. Побеждала в социалистических соревнованиях.
Указом Президиума Верховного Совета СССР от 22 марта 1966 года за получение высоких показателей в сельском хозяйстве и рекордные показатели в животноводстве Нине Кузьминичне Нартовой было присвоено звание Героя Социалистического Труда с вручением ордена Ленина и медали «Серп и Молот».
Продолжала трудиться в колхозе свинаркой. В дальнейшем вышла на заслуженный отдых.
Проживала в Усманском районе. Умерла 15 мая 1991 года.

## Награды
За трудовые успехи была удостоена:
- золотая звезда «Серп и Молот» (22.03.1966)
- орден Ленина (22.03.1966)
- другие медали.